# Anoda
Genre
Classification phylogénétique
Anoda est un genre de la famille des Malvacées.

## Description
Le genre Anoda est composé de plantes herbacées, vivaces.
La caractéristique principale consiste dans le fruit divisé en locules monograines.
Le genre est très proche du genre Sida.

## Distribution
Les espèces du genre Anoda sont originaires d'Amérique centrale et du Sud, principalement du Mexique.
L'utilisation ornementale de quelques espèces, principalement Anoda cristata, ont diffusé ce genre à l'ensemble des pays à climat tempéré.

## Position taxinomique et historique
Le genre est décrit par Antonio José Cavanilles en 1785. L'espèce type du genre est Sida cristata L., que Cavanilles renomme Anoda hastata.
En 1837,  Diederich Franz Leonhard von Schlechtendal effectue une première révision générale du genre.
En 1887, Asa Gray produit aussi une révision importante du genre.
Enfin, en 1987,  Paul Arnold Fryxell produit la dernière révision fixant le genre dans ses limites actuelles.

## Liste des espèces
La liste des espèces a été constituée à partir des index IPNI (International Plant Names Index) et Tropicos (Index du jardin botanique du Missouri), à la date de décembre 2011. Les espèces conservées dans le genre sont en caractères gras :
- Anoda abutiloides A.Gray (1887)
- Anoda acerifolia Cav. (1803) : voir Anoda cristata (L.) Schltdl.[2]
  - Anoda acerifolia var. minoriflora Hochr. (1916) : voir Anoda cristata (L.) Schltdl.
  - Anoda acerifolia var. typica Hochr. (1916)
- Anoda albiflora Fryxell (1987)
- Anoda angustifolia Spreng. (1801)
- Anoda arenariiflora Hort. ex Steud. (1840) : voir Anoda crenatiflora Ortega[3]
- Anoda arizonica A.Gray (1887) : voir Anoda cristata (L.) Schltdl.
  - Anoda arizonica var. digitata A.Gray (1887) : voir Anoda cristata var. digitata (A.Gray) Hochr.
- Anoda brachyantha Rchb. (1824) : voir Anoda cristata var. brachyantha (Rchb.) Hochr.
- Anoda caudatifolia (B.L.Rob. & Greenm.) B.L.Rob. & Greenm. (1899) : voir Anoda abutiloides A.Gray
- Anoda crenatiflora Ortega (1798)
  - Anoda crenatiflora var. glabrata Rose (1899)
- Anoda cristata (L.) Schltdl. (1837)
  - Anoda cristata var. albiflora Hochr. (1916)
  - Anoda cristata var. brachyantha (Rchb.) Hochr. (1916)
  - Anoda cristata var. digitata (A.Gray) Hochr. (1916)
  - Anoda cristata var. typica Hochr. (1916)
- Anoda decumbens (A.St.-Hil. & Naudin) Hochr. (1916) : voir Sida jussieuana DC.
- Anoda denudata K.Schum. (1891) : voir Briquetia denudata Chodat
- Anoda dilleniana Cav. (1785) : voir Anoda cristata (L.) Schltdl.
- Anoda extrema Hochr. (1916) : voir Anoda pentaschista A.Gray
- Anoda fernandeziana Steud. (1856) : voir Anoda cristata (L.) Schltdl.
- Anoda guatemalensis Fryxell (1987)
- Anoda hastata Cav. (1785) : voir Anoda cristata (L.) Schltdl.
  - Anoda hastata var. depauperata A.Gray (1887)
- Anoda henricksonii M.C.Johnst. (1983)
- Anoda hintoniorum Fryxell (1987)
- Anoda hirsuta Phil. (1858) : voir Corynabutilon hirsutum (Phil.) A.E.Martic.
- Anoda hirta Fryxell (1987)
- Anoda incarnata Kunth (1821) : voir Periptera punicea (Lag.) DC.
- Anoda lanceolata Hook. & Arn. (1840)
- Anoda lavateroides Medik. (1787) : voir Anoda cristata (L.) Schltdl.
- Anoda leonensis Fryxell (1987)
- Anoda maculata Fryxell (1987)
- Anoda ochsenii Phil. (1857)
- Anoda ortegae Spreng. (1801) : voir Anoda crenatiflora Ortega
- Anoda ovata Meyen (1834) : voir Sida fallax Walp
- Anoda palmata Fryxell (1987)
- Anoda paniculata Hochr. (1916)
- Anoda parviflora Cav. (1799) : voir Anoda crenatiflora var. glabrata Rose
- Anoda pedunculosa Hochr (1916)
- Anoda pentaschista A.Gray (1853)
  - Anoda pentaschista var. obtusior B.L.Rob. (1897)
- Anoda periptera (Sims) Hochr. (1916) : voir Periptera punicea (Lag.) DC.
  - Anoda periptera var. genuina Hochr. (1916) : voir Periptera punicea (Lag.) DC.
  - Anoda periptera var. macrantha Hochr. (1916) : voir Periptera punicea (Lag.) DC.
- Anoda polygyna Fryxell (1987)
- Anoda populifolia Phil. (1857) : voir Anoda cristata (L.) Schltdl.
- Anoda pristina Fryxell (1980)
- Anoda pubescens Schltdl. (1837)
- Anoda punicea Lag. (1816) : voir Periptera punicea (Lag.) DC.
- Anoda pygmaea Correll (1968) : voir Fryxellia pygmaea (Correll) D.M.Bates
- Anoda reticulata S.Watson (1882)
- Anoda rubra (Ten.) Hochr. (1902) : voir Periptera punicea (Lag.) DC.
- Anoda speciosa Fryxell (1987)
- Anoda strictiflora Steud. (1856) : voir Modiola caroliniana (L.) G.Don
- Anoda succulenta Fryxell (1987)
- Anoda thurberi A.Gray (1887)
- Anoda triangularis (Willd.) DC. (1824) : voir Anoda cristata (L.) Schltdl.
  - Anoda triangularis var. digitata (A.Gray) B.L.Rob. (1897) : voir Anoda cristata var. digitata (A.Gray) Hochr.
- Anoda triloba Cav. (1785) : voir Anoda cristata (L.) Schltdl.
- Anoda urophylla L.Riley (1923) : voir Anoda abutiloides A.Gray
- Anoda waltheriifolia (Link) K.Schum. ex Ulbr. (1915) : voir Malvastrum tomentosum (L.) S.R.Hill
- Anoda wrightii A.Gray (1853) : voir Anoda lanceolata Hook. & Arn.
- Anoda zuccagnii (Spreng.) Fryxell (1987)) : voir Anoda cristata (L.) Schltdl.